# Джованні Сбрілья
Джованні Сбрілья (англ. Giovanni Sbriglia; 23 червня 1832 — 20 лютого 1916) — відомий італійський тенор та вчитель співу.
Народився в Неаполі, ходив до міської музичної консерваторії під керівництвом Емануеля Де Роксаса. Коли йому виповнився 21 рік, дебютував у оперному театрі Сан-Карло. Влаштовував виступи по всій Італії, після чого став працювати з Максом Марецеком (англ. Max Maretzek) у Музичній академії Нью-Йорка. До 1875 року Джованні давав виступи в Гавані, Мексиці, на Кубі та в Сполучених Штатах. 1875 року оселився в Парижі й почав викладати.
Викладаючи, особливо помітно перетворив Жана де Реске (англ. Jean de Reszke) з баритона на найкращого у світі лірико-драматичного тенора. Він також працював із сопрано Жозефіною де Реске (англ. Josephine de Reszke) — сестрою Жана та його братом Едуардом де Реске (англ. Édouard de Reszke), що був відомим басом. Серед інших відомих учнів Джованні були: драматичне сопрано Ліліан Нордіка (англ. Lillian Nordica), бас Пол Плансон (англ. Pol Plançon), сопрано Мена Клірі (англ. Mena Cleary), ліричне сопрано Сибіл Сандерсон (англ. Sibyl Sanderson) і тенор Володимир Розінг (англ. Vladimir Rosing). Енні Ліппінкотт (англ. Annie Lippincott), донька Грейс Грінвуд (англ. Grace Greenwood) також навчалася у Сбрілья.
1890 року став членом Королівської академії у Флоренції; також був членом Французької академії. Помер в Парижі у віці 83 роки.